# Reginald Lee
Reginald Robinson Lee (Bensington, Oxfordshire, Reino Unido, 19 de mayo de 1870-Kenilworth, Warwickshire, Reino Unido, 6 de agosto de 1913) fue un marino británico perteneciente a la naviera White Star Line, asignado como vigía durante el viaje inaugural del RMS Titanic en abril de 1912.

## Biografía
Reginald Lee nació en el pequeño pueblo de Bensington, Oxfordshire, en 1870. Sus padres eran un maestro de escuela llamado William Lee y su madre, Sarah Jane (apellido de soltera: Quilter) de Leicester. Reginald era el primogénito de cuatro hermanos.
En 1886 la familia se trasladó a South Sea, New Hampshire, y William Lee falleció de neumonía a sus 42 años de edad lo que obligó a Reginald a mantener a sus hermanos enrolándose en la Marina Mercante; más tarde se unió a la White Star Line siendo asignado vigía del RMS Olympic en 1911, y fue reasignado como vigía en el nuevo RMS Titanic en abril de 1912, junto a su compañero Frederick Fleet.

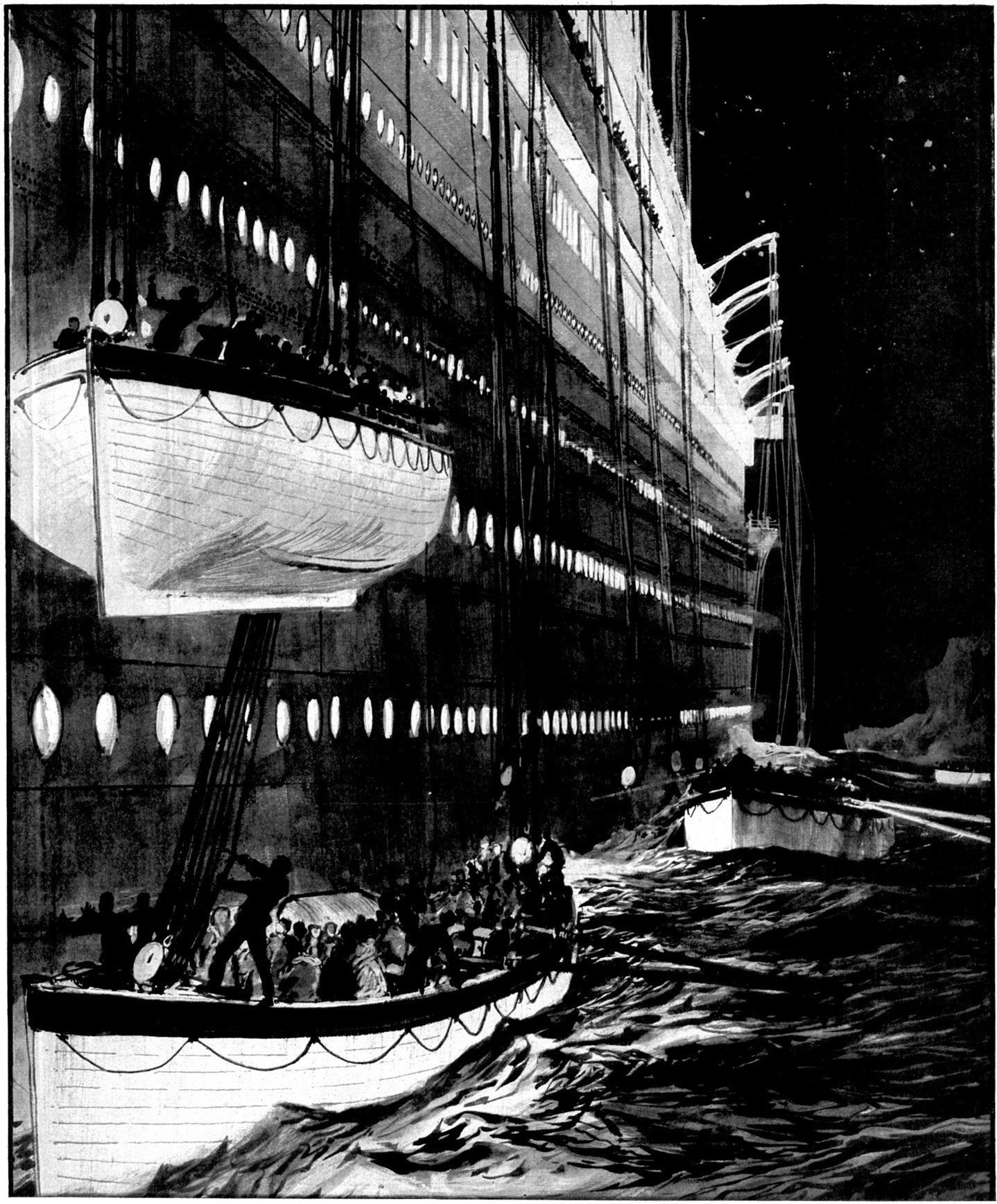
Ilustración que muestra el bote n.º13 a punto de caer sobre el n.º15 durante el arriado de los botes, en el naufragio del Titanic.

A las 22:00 horas, Lee y Fleet asumieron el turno de 4 horas en el puesto de vigías del Titanic; a las 23:38 horas, Fleet distinguió una masa negra en frente del buque y dio la alarma de advertencia. El Titanic chocó con el iceberg de refilón por el lado de estribor, provocando daños fatales, y comenzó a hundirse. Veinte minutos después del choque, se les ordenó presentarse en la cubierta de botes y se le ordenó a Lee quitar los seguros al bote salvavidas n.º 13 de estribor, preparándolo para ser bajado. Su compañero, Frederick Fleet, fue asignado al bote n.º 6 de babor.
El primer oficial William McMaster Murdoch ordenó a Lee asumir el mando del bote salvavidas n.º 13, descendiendo con 70 personas a bordo. junto con el bote 15, era el bote más cargado de todos los bajados hasta entonces. Al bajar el n.º 15, este estuvo a punto de caer encima del bote n.º 13 que había sido atraído por un chorro del enfriador de condensador.
Desesperados esfuerzos de parte de los pasajeros del bote n.º 13 lograron zafarse de la posición antes de ser aplastados por el n.º 15.
De este modo, Lee se salvó de morir en el hundimiento, lo mismo ocurrió con su compañero Fleet, siendo rescatados por el RMS Carpathia 4 horas más tarde.
Reginald Lee testificó en ambas comisiones de investigación, y siguió embarcado, pero en la Union-Castle Line. Falleció de neumonía, el 6 de agosto de 1913 en Kenilworth. Sus restos fueron inhumados en el cementerio de Highland Road, en New Hampshire.